# Църква на съединените с Рим българи
Църквата на съединените с Рим българи или Съединена българска църква или Българската униатска църква е sui juris поместна църква с източен обред, в пълна уния с Римокатолическата църква. Църквата има една епархия – Софийската, която покрива цялата територия на България.

## Предистория
Според водещия изследовател на историята на българския католицизъм Светлозар Елдъров:
| „ | Униатството е плод на борбата на българския народ през ХIХ в. за самостоятелна църква, национална йерархия и културна еманципация от елинизма. | “ |

В развитието на процесите на духовна и политическата еманципация на българите през XIX век в пределите на Османската империя, група деятели за църковна независимост и отделяне от юрисдикцията на Цариградската патриаршия стигат до идеята за уния с Рим. Униатското движение възниква в резултат на засилването на католическата пропаганда след загубата на Русия в Кримската война. Франция и Англия в стремежа си да отслабят руското влияние на Балканите, изпращат множество католически и протестантски мисионери, които разгръщат силна агитация за откъсване на българите от православието. Османското правителство, заинтересовано от разрушаването на верското единство на българите и за да нанесе удар на руското влияние, поддържа униатското движение. С една нота още през 1849 г. френското правителство предложило на Високата порта да отдели българската църква в самостоятелна патриаршия. По същото време френският посланик в Цариград дори поискал от султана да освободи заточените български религиозни водачи Неофит Бозвели и Иларион Макариополски. Под френско внушение през 1854 – 1856 г. в Цариград се сформира кръг от българи начело с Драган Цанков, който поема пътя на униатството. През 1855 г. Цанков тайно приема католицизма и с помощта на френското посолство открива печатница си в лазаристкия колеж „Сен Беноа“ (Свети Бенедикт) в Цариград. През 1859 г. Драган Цанков започва да списва в Цариград вестник „България“, чрез който проповядва своите идеи за разрешаване на българския църковен въпрос по пътя на униатството.
На свикания по нареждане на Високата порта през 1858 – 1860 г. в Цариград Патриаршески събор, гръцкият клир отказва да приеме умерените църковни искания на българите и всички възможности за разбирателство пропадат.

## Сключване на уния с Рим
През 1859 година и българите в Кукуш първи правят опит да се обявяват за униати. Така се стига до 30 декември 1860 г., когато стотина съмишленици начело с Драган Цанков се представили пред папския представител в Цариград и му връчили молба, подписана от множество българи, търсещи апостолическо покровителство. В резултат е подписан акт за присъединение към Рим, в който се формулират двете основни български искания – самостоятелна църковна йерархия и училища. Към тях било и изричното настояване за запазване непокътнат съществуващия източен църковен обред. Това довежда до признаването на българите от Светия престол и Високата порта за отделна религиозно-народностна общност в рамките на Османската империя. След няколко месеца, на 2 април 1861 г. в Сикстинската капела в Рим, архимандрит Йосиф Соколски е ръкоположен за архиепископ и глава на Католическата църква от източен обред на българите лично от папа Пий IX в присъствието на висши духовници, влиятелни политически фигури, дипломатически представители и делегация на присъединените към Рим българи. На 14 април делегацията се завърнала в Цариград. На 23 април, Великден, архиепископ Соколски извършил тържествено владишко богослужение. На 1 юни 1861 г. султан Абдул Меджид издал берат, с който Йосиф Соколски се признавал за духовен глава (милет баши) на „българите, които се съединиха с Рим“. Създаден е Български апостолически викариат (на латински: Apostolicus Vicariatus Bulgarorum), който съществува до 1883 година.
Високата порта веднага след като признава новообразуваната българска униатска община в Цариград, заточава водача на православното движение Иларион Макариополски.
Много скоро на нововъздигнатата църква бил нанесен силен удар с отвличането на нейния духовен предводител, архиепископ Соколски, в Русия. Руската дипломация е силно обезпокоена от унията, като вижда в нея заплаха за влиянието на Русия върху българското население в Османската империя. Руският посланик в Цариград княз Лобанов решава да отвлече архиепископ Йосиф Соколски от Цариград. Това става със съдействието на Найден Геров и Петко Р. Славейков. Той е подмамен на руски кораб, с който е откаран в Одеса (6 юни 1861 г.), откъдето отправя послание до българите униати да се върнат към Православието. При тази ситуация Драган Цанков също се отказва от унията.
След поредица неуспешни опити да бъде въздигнат нов йерарах (един от които е отец Петър Арабаджийски от латинския обред) кризата е преодоляна с избора за епископ на Рафаил Попов на 1 ноември 1865 г. За епископски център се определя Одрин. Новият епископ развивал енергична дейност. През април 1866 година Рафаил Попов предприема обширна обиколка в Македония и Тракия. През 1869 – 1870 година предприел пътуване до Рим, за да вземе участие в заседанията на Първия Ватикански събор, който прокламира папската непогрешимост по въпросите на вярата.
След учредяването на Българската екзархия в 1870 година борбата с гръцкото църковно влияние се пренася в смесените епархии в Македония и Тракия. В началото на 1874 г. смоленският епископ Нил Изворов е изпратен в Солун като солунски български митрополит, но без необходимия берат. Това предизвиква протестите на Високата порта, която настоява за отзоваването му. Екзархията, подложена на силен дипломатически натиск, се съгласява, но Нил отказва да се подчини. Съгласието да се отзове епископ Нил обратно в Цариград е прието в Македония като знак за екзархийско-патриаршеското споразумение. Това кара шест общини – Солунската, Дойранската, Воденската, Кукушката, Струмишката и Малешевската, да протестират. Три от тях (Солунската, Воденската и Кукушката) искат от Екзархията върху пределите им да бъде учредена нова самостоятелна епархия с център Кукуш, а епископ Нил да стане неин митрополит. След получения отказ от страна на Екзархията общините се обръщат към английския консул, за да бъдат приети в Англиканската църква начело със своя епископ. След отказа на англичаните те се обръщат към главата на българската униатска църква епископ Рафаил Попов, който отговаря положително на тяхното питане за възможно присъединяване към Рим. Това става след преговори с Изворов и след писменотото му заявление за готовност за присъединяването му към унията.
През февруари 1874 година в Солун пристига Петко Славейков, който развива дейност срещу унията. В акцията по отстраняването на Нил Изворов от Солун се включва и Антим I в Цариград. В края на зимата на 1874 година епископ Нил, отпътува обратно за Цариград, поради невъзможността му да остане повече в пределите на диоцеза си без съответия берат. Епископ Рафаил Попов предприема редица дипломатически срещи и разговори за уреждането на разрешение епископ Нил Изворов да се върне в епархията си и да поеме длъжностите си. По това време епископ Нил официално приема католицизма, на 11 април 1874 година в западнокатолическата катедрала в Цариград. Позволение да се завърне в епархията си той така и не получава и остава да живее в Цариград.
На 23 февруари 1876 г. епископ Рафаил Попов внезапно умира. За негов приемник е избран Нил Изворов. На 5 септември 1876 г. с декрет от Светия престол той е назначен за епископ на съединените българи. На 21 септември 1876 г. е официално въведен в чин епископ на Българската униатска църква. През ноември Високата порта издала нужния берат, официално признаващ правата му на духовен предстоятел на съединените българи.

## Униатство в Македония и Тракия (1879 – 1912)
След Берлинския договор от 1879 година българите униати остават предимно в границите на Османската империя. Ръководството на духовните дела от един център вече било неефективно и през 1883 г. Македония и Тракия са разделени на две отделни в административното си управление епархии и с отделен епископ. За архиепископ със седалище в Цариград и администратор на съединените българи е назначен наследилият епископския престол на Рафаил Попов, Нил Изворов. За апостолически викарий на Тракийския викариат с център Одрин е назначен титулярният херсонски епископ Михаил Петков, а за викарий на Македонския с център Солун – титулярният саталски епископ Лазар Младенов. Назначените епископи на Тракия и Македония са първите католически владици с богословско образование и възпитание, добито в католически висши богословски училища и университети.
След Руско-турската война църквата изпада криза. Общият контекст на сътресенията от това време са укрепените позиции на Екзархията, ограниченията и притесненията на съединените с Рим българи, както от страна на Екзархията, така и от страна на правителството и Вселенската патриаршия. Отстъпленията на епископ Младенов през есента на 1894 г. и на архиепископ Изворов през 1895 г., които се връщат към православието, допълнително утежняват кризата.
За приемник на Лазар Младенов е определен Епифаний Шанов, който е посветен в епископски сан на 23 юли 1895 г. с титлата ливийски. Временно представителната роля за съединените с Рим българи пред османските власти била поддържана от отец Никифор Дончев, дългогодишен енорист при българската църква „Света Троица“ в Галата, Цариград. Високата порта обаче настоявала за нарочно постоянно лице и по тази причина длъжността била поверена на мирския свещеник от Одринската епархия Михаил Миров. През 1907 г. отец Михаил Миров бил посветен в епископски сан и въздигнат в архиепископски чин, и същевременно бил назначен за глава на съединените с Рим българи със седалище в Цариград. От тази дата започнало краткото време на третата Българска източна католическа архиепископия, прекратила съществуването си през войните от 1912 – 1918 г.

## След Балканските войни
През втората половина на 1913 г. се ражда и развива поредният униатски опит на българска почва. Въпросът за църковното единение със Светия Престол и Католическата църква е поставен пред екзарх Йосиф I Български в Цариград от архиепископ Михаил Миров. Срещата се осъществява на 13 юни 1913 г., в самото навечерие на Междусъюзническата война. Двамата духовни водачи обсъждат положението на българите в Македония и нерадостните перспективи, които вещае сръбската и гръцката окупация. По този повод архиепископ Миров изказва увереност, че сънародниците, които останат извън пределите на българската държава, ще могат да намерят в унията средство за национално самосъхранение срещу неизбежните опити за денационализация.
След Междусъюзническата война повече от 10 000 източни католици от Македония и Тракия се изселват в България. Рухнало изцяло католическото учебно дело сред българите в Турция – закрити са двете униатски гимназии Солунската българска семинария и Одринската гимназия, закрити са милосърдните заведения, прогонени са сестрите евхаристинки.
Архиепископ Миров остава в Цариград с надежди оттам да упражнява юрисдикцията си на духовен глава на българите източнокатолици, вече разделени в четири държави. До 1916 г. епископ Епифаний Шанов остава в епископското си седалище Солун, но в тази година като български владика той е интерниран от гръцките власти първо на остров Наксос и после на остров Трикери, където и остава до 1919 година.
През 1921 г. Конгрегацията за източните църкви изпраща в България специален пратеник в помощ за разрешаване на възникналите противоречия в България. Същата година епископ Шанов е освободен от длъжността си епископ на Солунския викариат, а владиката на Тракийския епископ Михаил Петков умира. Временен апостолически администратор и на двата викариата е архимандрит Христофор Кондов (1921 – 1924), а проадминистратор – архимандрит Йосафат Козаров (1924 – 1925). Архиепископ Михаил Миров продължава да стои на върха на йерархическата структура на Католическата църква от източен обред в България, но променените условия след войните все повече и повече обезсмислят представителните му функции в Цариград и така през 1926 г. е осъществено административното преустройство, с което на практика несъществуващите вече епархии в Турция – Одринска и Солунска, както и Цариградското представителство са закрити и е образувана една епархия в пределите на България със седалище в София – Софийската апостолическа екзархия, обхващаща всички български католици от източен обред, живеещи на териториата на България. Верните от бившия Одрински викариат се причисляват към западнообредния Истанбулски апостолически викариат, верните от Солунския български апостолически викариат – към източнообредната Гръцка апостолическа екзархия, а източните католици от Вардарска Македония се обособяват като деканат (църковна околия) на западнообредната Скопска епархия. В 2001 година в Република Македония е възстановена източнообредната Македонска апостолическа екзархия, издигната в 2018 година в Струмишко-Скопска епархия.

## Историческа административна структура
- Български апостолически викариат (1860 – 1883) (Apostolicus Vicariatus Bulgarorum)
  - Архиепископ Йосиф Соколски (14 април 1861 – 18 юни 1861)
  - Архимандрит/енорийски свещеник Петър Арабаджийски (1861 – 1863)
  - Епископ Рафаил Попов (от 14 март 1864 до 18 ноември 1865 е апостолически администратор, от 19 ноември 1865 до 23 февруари 1876 е епископ)
  - Епископ Нил Изворов (21 септември 1876 – 6 април 1883)

- Цариградска архиепископия (1883 – 1926) (Archidioecesis Constantinopolitanus Bulgarorum)
  - Архиепископ Нил Изворов (7 април 1883 – 3 юли 1895)
  - Архиепископ Михаил Миров (4 февруари 1907 – 17 август 1923)
    - Македонски български апостолически викариат с център Солун (1883 – 1926) (Apostolicus Vicariatus Macedoniaensis Bulgarorum)
      - Епископ Лазар Младенов (12 юни 1883 – 31 октомври 1894)
      - Епископ Епифаний Шанов (23 юли 1895 – 17 декември 1921)
      - Архимандрит Христофор Кондов (17 декември 1921 – 6 януари 1924) – апостолически администратор
      - Архимандрит Йосафат Козаров (20 февруари 1924 – 3 ноември 1925) – апостолически проадминистратор

    - Тракийски български апостолически викариат с център Одрин (1883 – 1926) (Apostolicus Vicariatus Thraciae Bulgarorum)
      - Епископ Михаил Петков (7 април 1883 – 27 май 1921)
      - Архимандрит Христофор Кондов (25 юни 1921 – 6 януари 1924) – апостолически администратор
      - Архимандрит Йосафат Козаров (20 февруари 1924 – 3 ноември 1925) – апостолически проадминистратор
      - Екзарх Кирил (Стефан) Куртев (23 септември 1925 – 24 юли 1926 г.) – апостолически администратор

- Софийска апостолическа екзархия (1926 – 2019)
  - Епископ Кирил (Стефан) Куртев (25 юли 1926 – 30 май 1941)
  - Епископ Иван Гаруфалов (6 юли 1942 – 7 август 1951)
  - Епископ Кирил (Стефан) Куртев (7 август 1951 – 9 март 1971)
  - Архиепископ Методий Стратиев (9 март 1971 – 5 септември 1995)
  - Епископ Христо Пройков (5 септември 1995 – 11 октомври 2019)

- Софийска епархия „Свети Йоан XXIII“ (от 2019)
  - Епископ Христо Пройков (11 октомври 2019 – 8 април 2024)
  - Епископ Петко Вълов (от 8 април 2024)